# Jane Musky
Jane Musky (* 27. Mai 1954 in den Vereinigten Staaten) ist eine US-amerikanische Filmarchitektin.

## Leben und Wirken
Die von der amerikanischen Ostküste stammende Musky besuchte die High School in Maplewood (New Jersey) und ließ sich an der Columbia High School fortbilden. An der Universität von Boston studierte Jane Musky Architektur und ging anschließend für zwei Jahre nach England, wo sie ihre praktische Ausbildung am Glyndebourne Festival Opera und an der English National Opera erhielt. Anschließend kehrte sie in die Vereinigten Staaten zurück und wirkte als Bühnenbildnerin an New Yorker Theatern.
Zu Beginn der 1980er Jahre übersiedelte Jane Musky nach Los Angeles, wo sie zunächst die Kulissen für einige Fernsehproduktionen entwarf. Die Brüder Ethan und Joel Coen verpflichteten Jane Musky Anfang 1984 für ihren Film Blood Simple – Eine mörderische Nacht. Seitdem hat sie sich mit einigen wenigen Designs für ausgewählte Filme wie dem Komödienhit Harry und Sally einen Namen gemacht. Ihre späteren Arbeiten fielen deutlich konventioneller aus und umfassen recht unterschiedliche Genres.
Jane Musky ist seit 1989 mit dem Schauspieler Tony Goldwyn verheiratet, den sie im selben Jahr am Set der Dreharbeiten zu Ghost – Nachricht von Sam kennen gelernt hatte. Das Ehepaar hat zwei Töchter.

## Filmografie
- 1982: Split Cherry Tree (Kurzfilm)
- 1984: Blood Simple – Eine mörderische Nacht (Blood Simple)
- 1985: Der Bulle und das Streetgirl (The Little Sister)
- 1986: Arizona Junior (Raising Arizona)
- 1987: Die Unschuld der Molly (Illegally Yours)
- 1987: Young Guns
- 1987: Patty (Patty Hearst)
- 1988: Harry und Sally (When Harry Met Sally)
- 1989: Ghost – Nachricht von Sam (Ghost)
- 1991: Glengarry Glen Ross
- 1992: Boomerang
- 1993: Two Bits
- 1995: City Hall
- 1996: Vertrauter Feind (The Devil’s Own)
- 1997: Liebe in jeder Beziehung (Object of My Affection)
- 1998: Auf den ersten Blick (At First Sight)
- 1999: Cuba libre – Dümmer als die CIA erlaubt! (Company Man)
- 2000: Forrester – Gefunden! (Finding Forrester)
- 2001: City by the Sea
- 2002: Manhattan Love Story (Maid in Manhattan)
- 2002: Mona Lisas Lächeln (Mona Lisa Smile)
- 2005: Hitch – Der Date Doktor (Hitch)
- 2006: Die Super-Ex (My Super Ex-Girlfriend)
- 2007: Mitten ins Herz – Ein Song für dich (Music and Lyrics)
- 2008: The Women – Von großen und kleinen Affären (The Women)
- 2009: Notorious B.I.G.
- 2010: 13
- 2010: Der Kautions-Cop (The Bounty Hunter)
- 2011: Fremd Fischen (Something Borrowed)
- 2012: Why Stop Now?
- 2013: The Inevitable Defeat of Mister & Pete
- 2013: Do No Harm (Fernsehserie)
- 2014: Broadway Therapy
- 2014: Der Chor – Stimmen des Herzens (Boychoir)
- 2015: Freeheld – Jede Liebe ist gleich (Freeheld)
- 2018: The Seagull – Eine unerhörte Liebe (The Seagull)
- 2019: Hustlers
- 2022: Marry Me – Verheiratet auf den ersten Blick (Marry Me)
- 2023: Better Nate Than Ever
- 2024: The Negotiator (Relay)